# Россари, Густаво
Густа́во Росса́ри (итал. Gustavo Rossari; 27 декабря 1827, Милан ― 30 ноября 1881, там же) ― итальянский валторнист, композитор, музыкальный педагог, композитор и дирижёр; солист оркестра театра «Ла Скала», основатель и дирижёр Миланского городского духового оркестра, преподаватель Миланской консерватории.

## Биография
С 1839 по 1849 год Густаво Россари учился игре на валторне в Миланской консерватории у Агостино Беллоли. Закончив обучение, он сам начал преподавать в консерватории валторну, а также трубу и тромбон. С 1859 по 1869 год Густаво Россари был солистом оркестра миланского театра «Ла Скала».
В 1859 году Россари основал Миланский городской духовой оркестр, которым сам руководил до конца своей жизни. С 1862 года он также руководил школой духовых инструментов при своём оркестре.
Россари — автор сочинений для фортепиано, скрипки, флейты, валторны, трубы, корнета, тромбона. Его композиторское наследие включает в себя многочисленные пьесы и марши для духового оркестра, а также произведения для сольных инструментов в сопровождении духового оркестра. Кроме того, он написал ряд этюдов и методических работ для валторны, гобоя, тромбона и других духовых инструментов.